# Robert Battle
Robert Clark Battle (Filadelfia, 5 de mayo de 1981) es un exjugador de baloncesto estadounidense, nacionalizado español, que desarrolló la mayor parte de su carrera en países de habla hispana, siendo en varias ocasiones destacado y premiado por la prensa especializada. Con 2,04 metros de altura, actuaba en la posición de pívot.

## Trayectoria profesional

### Etapa universitaria
Battle asistió a la Northeast High School de Filadelfia, donde jugó baloncesto, voleibol y fútbol americano. En 1999 fue becado por la Universidad Drexel para incorporarse a los Drexel Dragons, el equipo que competía en la Colonial Athletic Association de la División I de la NCAA. En sus dos primeras temporadas tuvo escasa participación en los juegos oficiales, pero a partir de su temporada como junior su número de minutos en cancha se incrementó, del mismo modo en que se incrementaron el resto de sus estadísticas. 
El pívot terminó su participación en el baloncesto universitario estadounidense habiendo sido escogido como mejor defensor y parte del equipo ideal de la CAA en la temporada 2001-02, y habiendo anotado más de 1000 puntos en sus cuatro años con los Dragons. 

### Etapa profesional
Battle comenzó a jugar profesionalmente en 2003 en la USBL, una liga menor de los Estados Unidos. Con los Pennsylvania Valley Dawgs alcanzó la final del torneo, aunque tuvo un rol secundario en el equipo. Luego de ello partió hacia Turquía, incoporándose al Göztepe SK.
A partir de 2004 comenzaría a actuar en países de habla hispana de América y Europa. Su primer destino fueron los Santos Reales de San Luis de la Liga Nacional de Baloncesto Profesional de México, con el cual se consagró campeón del certamen, siendo además reconocido como el MVP de las finales antes los Halcones UV Xalapa. De allí recaló en la Patagonia argentina, siendo fichado por el Conarpesa Deportivo Madryn de la Liga Nacional de Básquet. Su promedio por partido de 18,4 puntos, 1,5 asistencias, 1,4 robos, 2,1 tapones y 10,5 rebotes (lo que lo convirtió en líder de ese rebotes en la temporada) en 33 encuentros llamó la atención sobre su figura en España. Por ello, en el verano de 2005, migró hacia la Islas Baleares contratado por el Palma Aqua Mágica, equipo con el cual jugaría una temporada y media en la LEB Oro, siendo el líder de rebotes y tapones del torneo durante su primer año.
Retornó a la Liga Nacional de Básquet de Argentina en enero de 2007, fichado por Libertad de Sunchales como sustituto de Dionisio Gómez Camargo. Se integró a un plantel en el que también estaban Sebastián Ginóbili, Mariano Ceruti, Pablo Moldú y su compatriota Joshua Pittman. Su actuación fue fundamental para que los sunchalenses conquistaran la Liga Sudamericana de Clubes 2007, el Torneo Súper 8 2007 y el título de la temporada 2007-08 de la LNB, al punto tal que fue reconocido como el Mejor Extranjero de la Liga Nacional de Básquet en marzo de 2008 y se rumoreó sobre la posible nacionalización del jugador para integrarse a la selección de baloncesto de Argentina, en la cual todavía estaban activos la mayoría de los miembros de la llamada Generación Dorada.
En agosto de 2008 retornó a la LEB Oro de España, esta vez como ficha del CB Valladolid. Su actuación fue descollante, y sirvió para que su equipo lograra el ascenso a la Liga ACB habiéndose consagrado campeón del certamen. Luego de jugar en la NBA Summer League de Las Vegas de 2009 como parte de los Sacramento Kings, acordó la renovación con el Blancos de Rueda Valladolid.
Culminada la temporada en la Liga ACB (donde tuvo el récord de tapones del certamen), en junio de 2010 se sumó con un contrato temporario al Libertad de Sunchales para afrontar una gira por China. Culminada la misma, acordó su retorno al club de la LNB argentina. Jugó dos temporadas en gran nivel, terminando en ambas como líder en tapones y siendo reconocido nuevamente como el Mejor Extranjero de la Liga Nacional de Básquet en 2012. En el medio de ambos torneos hizo una experiencia como ficha extranjera en los Marinos de Anzoátegui de la LPBV de Venezuela. 
Muy a gusto en el baloncesto profesional argentino, continuó su carrera en Lanús (temporada 2012-13) y Boca Juniors (temporada 2013-14), incorporándose en 2014 a Quimsa. Con ese equipo jugaría a la par de Nicolás Aguirre, Gabriel Deck, Leonardo Mainoldi y su compatriota Chaz Crawford, quienes terminarían conquistando el título de la temporada 2014-15, siendo además el pívot nombrado como el MVP de las finales ante Gimnasia Indalo.
Battle se lesionó el tobillo en marzo de 2017, por lo que entró en un largo periodo de inactividad para recuperarse.
Reapareció en febrero de 2018, siendo fichado por el equipo venezolano Guaros de Lara como refuerzo para afrontar la Liga de las Américas. Luego de ello jugó las semifinales y las finales de la temporada 2017-18 de la Liga Nacional de Básquetbol de Chile como miembro de Los Leones de Quilpué, a donde llegó como sustituto de su compatriota Jason Cain. En el mes de agosto de 2018 regresó a la LNB de Argentina, siendo contratado por el Comunicaciones de Mercedes. Vio acción en 27 partidos de la temporada, pero las lesiones afectaron su desempeño. 
En enero de 2020 fichó con el Aguada de la Liga Uruguaya de Básquetbol, pero sólo jugó durante 8 partidos antes de ser apartado del equipo.
Tras cerca de diez meses alejado de las canchas, en diciembre de 2020 volvió a comprometerse con Comunicaciones de Mercedes, jugando sus últimos partidos como profesional con ese club antes de retirarse. 

## Palmarés
- Campeón de la LEB Oro y ascenso a la ACB con el CB Valladolid la temporada 2008-09.
- Campeón de la liga argentina la temporada 2007-08 con Libertad Sunchales.
- Campeón de la Liga Sudamericana la temporada 2006-07 con Libertad Sunchales.
- Campeón de la liga mexicana en 2004 con Santos de San Luis Potosí
- Subcampeón de la liga argentina en la temporada 2012-13 con Lanús.
- Subcampeón de la Liga de las Américas en Liga de las Américas 2013 con Lanús.
- Campeón de la liga argentina en la temporada 2014-15 con Quimsa.

## Consideraciones individuales
- Elegido “Mejor Jugador” de la final de la LNB en 2014-2015.
- Mejor Taponador (1.5) de la ACB en la temporada 2009-10.
- Mejor Taponador (2.0) de la LEB Oro la temporada 2008-09.
- 3º Mejor reboteador (8.8) de la LEB Oro la temporada 2008-09.
- Elegido Gigante del año en la LEB Oro la temporada 2008-09 por la revista “Gigantes del Basket”.
- Elegido “Jugador del año”, mejor pívot, mejor extranjero, mejor defensor y miembro del cinco ideal de la LEB Oro por la web Eurobasket.com la temporada 2008-09.
- Máximo reboteador (9.1 reb/p) y mejor en tapones (1.2 tap/p) de la Liga Sudamericana la temporada 2006-07.
- Elegido mejor extranjero y mejor pívot de la liga Argentina la temporada 2007-08.
- Elegido en el cinco ideal de la liga Argentina la temporada 2007-08.
- Máximo reboteador (8.7 reb/p) y mejor en tapones (2.2 tap/p) de la liga LEB la temporada 2005-06.
- Máximo Reboteador de la liga argentina las temporadas 2004-05 (10.5 reb/p) y 2007-08 (9.4 reb/p).
- Elegido “Mejor Jugador” de la final de la liga mexicana en 2004.
- Elegido miembro del Primer Equipo de la Conferencia CAAC de la NCAA la temporada 2001-02.
- Elegido Mejor Defensor del Año de la Conferencia CAAC de la NCAA la temporada 2001-02.